# Монтегальделла
Монтегальделла (итал. Montegaldella) — коммуна в Италии, располагается в провинции Виченца области Венеция.
Население составляет 1721 человек, плотность населения составляет 132 чел./км². Занимает площадь 13 км². Почтовый индекс — 36040. Телефонный код — 0444.
Покровителем коммуны почитается святой Архангел Михаил, празднование 29 сентября.